# 畑毛温泉
畑毛温泉（はたけおんせん）は、静岡県田方郡函南町（旧国伊豆国）にある温泉。
函南町側を畑毛温泉、伊豆の国市側を奈古谷温泉と分けていたが、奈古谷温泉側が衰退したため伊豆の国市側も畑毛温泉として案内される。例として大仙屋は伊豆の国市奈古谷に位置しているが、「畑毛温泉大仙屋」としている。

## 泉質
- 単純温泉
  - 源泉温度34 - 37℃
  - 無色透明の源泉
  - ラドンの含有量が多い（但し放射能泉になるほどの含有量ではない）

## 温泉街
田園地帯に7軒の旅館が存在する。
富士山の眺めも素晴らしい温泉地である。
共同浴場などはなく、日帰り入浴は旅館の日帰り受付を利用することになる。

## 歴史
古くから温泉が開けていた。伝承では、源頼朝が当温泉で軍馬の療養を行ったとされる。
また、江戸時代には「湯塚の湯」という名前で、腫れ物に対する温泉の効能が広く知られていた。寛延年間に湯治が行われたという文章の記録が残る。
与謝野晶子が畑毛温泉を訪れ「湯口より遠く引かれて温泉は　女の熱を失ひしかな」の句を残している。
上林暁が畑毛温泉を訪れた際の様子を『浴泉記』に記している。
- 1962年（昭和37年）3月10日 - 厚生省告示第65号により、奈古谷温泉とともに国民保養温泉地に指定。

## かつて存在した旅館
- 奈古谷温泉旅館（伊豆の国市奈古谷1825）
- 角萬旅館（伊豆の国市奈古谷664-1）

庭園、プール、テニスコートもある畑毛温泉一の規模を有した施設であったが、2006年5月に閉館。
- 旅館　西館（伊豆の国市奈古谷669-1）
- 畑毛魚屋温泉旅館（伊豆の国市奈古谷702）
- 高橋別館（函南町畑毛244-4）

「誠山」としてリニューアルオープン。
- いづみ荘（函南町畑毛227-2）
- 旅館つるみ（函南町畑毛258）

## アクセス
鉄道
- JR東海道本線函南駅

1番乗り場より伊豆箱根バス（バス）「畑毛温泉」行き（直行／大場循環）で約15～25分。1日6～9本の運行。
- 伊豆箱根鉄道駿豆線大場駅

大場駅前2番乗り場バス停より伊豆箱根バス「大場循環畑毛温泉」行きに乗車。約9分。1日17～19本の運行。なお、大場駅2番乗り場は駅前ロータリーにはなく、駅東口から徒歩2分のところにある。
両駅とも駅前にタクシー乗り場、またはタクシー会社の営業所がある。